# Mentzelia albescens
Mentzelia albescens là một loài thực vật có hoa trong họ Loasaceae. Loài này được (Gillies ex Arn.) Griseb. mô tả khoa học đầu tiên năm 1874.